# Cyanoramphus zealandicus
Cyanoramphus zealandicus е изчезнал вид птица от семейство Psittaculidae.

## Разпространение
Видът е разпространен във Френска Полинезия.